# Список зарубежных поездок президента Байдена
В списке приводятся зарубежные поездки 46-го президента США Джо Байдена.

Карта международных президентских поездок Джо Байдена
(по состоянию на август 2021).
1 визит
2 визита
3 визита
4 визита
5 визитов
6 визитов
7 и более визитов
14 и более визитов
США

| 1 визит 2 визита | 3 визита 4 визита | 5 визитов 6 визитов | 7 и более визитов 14 и более визитов | США |

## 2021
| № | Страна         | Посещённые места                                            | Даты          | Информация | Изображение |
| - | -------------- | ----------------------------------------------------------- | ------------- | --- | ----------- |
| 1 | Великобритания | Авиабаза Милденхолл, Сент-Айвс, Бодельва, Виндзорский замок | 9—13 июня     | Участвовал в 47-м саммите G7. Встретился с королевой Великобритании Елизаветой II в Виндзорском замке и премьер-министром Борисом Джонсоном, с которым Байден подписал новую Атлантическую хартию. Также провёл встречу с персоналом ВВС США в Милделхолле. |             |
| 1 | Бельгия        | Брюссель                                                    | 13—15 июня    | Участвовал в 31-м саммите НАТО. Встретился с королём Бельгии Филиппом и премьер-министром Александром Де Кроо в Королевском дворце. Также состоялись встречи с лидерами стран Балтии, генеральным секретарём НАТО Йенсом Столтенбергом и президентом Турции Реджепом Эрдоганом. Принимал участие в саммите ЕС—США с президентом Европейского совета Шарлем Мишелем и председателем Европейской комиссии Урсулой фон дер Ляйен. |             |
| 1 | Швейцария      | Женева, Ла-Гранж                                            | 15—16 июня    | Присутствовал на встрече с президентом России Владимиром Путиным в вилле Ла-Гранж. Также провёл двусторонние переговоры с президентом Швейцарии Ги Пармеленом и министром иностранных дел Швейцарии Иньяцио Кассисом. |             |
| 2 | Ватикан        | Ватикан                                                     | 29 октября    | Встретился с папой римским Франциском в Апостольском дворце и провёл двустороннюю встречу с государственным секретарём Ватикана Пьетро Паролином. |             |
| 2 | Италия         | Рим                                                         | 29—31 октября | Провёл двусторонние встречи с президентом Италии Серджо Маттарелла, премьер-министром Италии Марио Драги, президентом Франции Эмманюэлем Макроном, премьер-министром Великобритании Борисом Джонсоном и с канцлером Германии Ангелой Меркель. |             |
| 2 | Великобритания | Глазго                                                      | 1—2 ноября    | Принял участие в конференции ООН по изменению климата (COP26). Провёл двусторонние встречи с премьер-министром Великобритании Борисом Джонсоном, с генеральным секретарём Антониу Гутерришем и с президентом Индонезии Джоко Видодо. |             |

## 2022
| № | Страна                     | Посещённые места                            | Даты           | Информация | Изображение |
| - | -------------------------- | ------------------------------------------- | -------------- | --- | ----------- |
| 3 | Бельгия                    | Брюссель                                    | 23—25 марта    | - Принял участие во внеочередном саммите НАТО, посвящённом вторжению России на Украину; - Присутствовал на встрече лидеров G7. |             |
| 3 | Польша                     | Варшава, Жешув                              | 25—26 марта    | - Встретился с военнослужащими 82-й воздушно-десантной дивизии; - Провёл двухстороннюю встречу с президентом Польши Анджеем Дудой в Президентском дворце; - Встретился с украинскими беженцами на Национальном стадионе в Варшаве; - Провёл переговоры с министрами иностранных дел и обороны Украины.                                        |             |
| 3 | Великобритания             | Авиабаза Милденхолл                         | 26 марта       | - По пути в Вашингтон остановился на авиабазе Королевских ВВС в Милденхолле. |             |
| 4 | Республика Корея           | Сеул, американская база ВМС США в Пхёнтхэке | 20—22 мая      | - Провёл двустороннюю встречу с президентом Республики Корея Юн Сок Ёлем в Народном доме; - Посетил американскую базу ВМС США в Пхёнтхэке; - Вместе с президентом Республики Корея Юн Сок Ёлем посетили завод Samsung Electronics; - Принял участие в возложении венка на Сеульском национальном кладбище в память о жертвах Корейской войны. |             |
| 4 | Япония                     | Токио                                       | 22—24 мая      | - Встретился с императором Японии Нарухито и премьер-министром Фумио Кисида; - Принял участие в саммите QUAD, на котором провёл переговоры с премьер-министром Австралии Энтони Албанизом и премьер-министром Индии Нарендрой Моди. |             |
| 5 | Германия                   | Замок Эльмау                                | 25—28 июня     | - Участие в саммите G7; - Встреча с канцлером Германии Олафом Шольцем. |             |
| 5 | Испания                    | Мадрид                                      | 28—30 июня     | - Участие в саммите НАТО; - Встреча с королём Испании Филиппом VI в королевском дворце; - Переговоры с премьер-министром Испании Педро Санчесом; - Трёхсторонняя встреча с премьер-министром Японии Фумио Кисида и с президентом Южной Кореи Юн Сок Ёлем; - Переговоры с президентом Турции Реджепом Тайипом Эрдоганом.                       |             |
| 6 | Израиль                    | Иерусалим                                   | 13—15 июля     | - Встреча с президентом Израиля Ицхаком Герцогом и с премьер-министром Яиром Лапидом; - Посещение мемориала Яд ва-Шем; - Присутствие на виртуальном саммите I2U2. |             |
| 6 | Палестина (Западный берег) | Восточный Иерусалим, Вифлеем                | 15 июля        | - Встреча с президентом Палестины Махмудом Аббасом; - Посещение церкви Рождества Христова. |             |
| 6 | Саудовская Аравия          | Джидда                                      | 15—16 июля     | - Встреча с королём Саудовской Аравии Салманом и с наследным принцем Мухаммедом ибн Салманом; - Двусторонние встречи с президентом Египта Абдулом-Фаттахом Ас-Сиси, с премьер-министром Ирака Мустафой Аль-Казыми и с президентом ОАЭ Мухаммадом ибн Заидом Аль Нахайяном.                                                                    |             |
| 6 | Великобритания             | Авиабаза Милденхолл                         | 16 июля        | - Для дозаправки «борта номер один» остановился на авиабазе королевских ВВС в Милденхолле. |             |
| 7 | Великобритания             | Лондон                                      | 17—19 сентября | - Встреча с новым королём Великобритании Карлом III в Букингемском дворце; - Присутствие на похоронах королевы Елизаветы II в Вестминстерском аббатстве. |             |
| 8 | Египет                     | Шарм-эш-Шейх                                | 11 ноября      | - Участие в конференции COP27; - Встреча с президентом Египта Абдулом-Фаттахом Ас-Сиси. |             |
| 8 | Камбоджа                   | Пномпень                                    | 12—13 ноября   | - Участие в саммите США—АСЕАН и в саммите стран Восточной Азии; - Встреча с премьер-министром Камбоджи Хун Сеном; - Двусторонние встречи с премьер-министром Японии Фумио Кисида и президентом Южной Кореи Юн Сок Ёлем. |             |
| 8 | Индонезия                  | Бали                                        | 13—16 ноября   | - Участие в саммите G20; - Двусторонние встречи с президентом Индонезии Джоко Видодо, председателем КНР Си Цзиньпином, председателем Еврокомиссии Урсулой фон дер Ляйен, премьер-министром Италии Джорджией Мелони и премьер-министром Великобритании Риши Сунаком.                                                                           |             |

## 2023
| №  | Страна         | Город                                      | Даты           | Информация | Изображение |
| -- | -------------- | ------------------------------------------ | -------------- | --- | ----------- |
| 9  | Мексика        | Мехико                                     | 8—10 января    | - Участие в Саммите лидеров Северной Америки; - Встреча с президентом Мексики Андресом Мануэлем Лопесом Обрадором и премьер-министром Канады Джастином Трюдо. |             |
| 10 | Украина        | Киев                                       | 20 февраля     | - Переговоры с президентом Украины Владимиром Зеленским в Мариинском дворце; - Совместное посещение Софийского собора; - Возложение венков к мемориалу погибших 20 февраля 2014 года на Евромайдане. |             |
| 10 | Польша         | Варшава                                    | 21—22 февраля  | - Встреча с польскими президентом Анджеем Дудой и премьер-министром Матеушем Моравецким; - Переговоры с президентом Молдавии Майей Санду; - Участие в саммите стран «Бухарестской девятки»; - Выступление с речью в саду Королевского замка, посвящённой годовщине вторжения России на Украину. |             |
| 11 | Канада         | Оттава                                     | 23—24 марта    | - Встреча с канадскими премьер-министром Джастином Трюдо и генерал-губернатором Мэри Саймон; - Выступление на совместном заседании канадского парламента. |             |
| 12 | Великобритания | Белфаст                                    | 11—12 апреля   | - Встреча с премьер-министром Великобритании Риши Сунаком; - Присутствие на праздновании годовщины подписания Соглашения Страстной пятницы. |             |
| 12 | Ирландия       | Дублин, Карлингфорд, Дандолк, Нок, Баллина | 12—15 апреля   | - Встреча с президентом Майклом Хиггинсом и премьер-министром Лео Варадкаром; - Выступление в ирландском парламенте; - Посещение родового дома в графствах Лаут и Мейо. |             |
| 13 | Япония         | Хиросима                                   | 18—21 мая      | - Участие в саммите G7 и встрече лидеров QUAD; - Встреча с премьер-министром Южной Кореи Юн Сок Ёлем, премьер-министром Индии Нарендрой Моди, премьер-министром Японии Фумио Кисидой президентом Украины Владимиром Зеленским; - Посещение Мемориального музея мира и святилища Ицукусимы. |             |
| 14 | Великобритания | Лондон, Виндзор                            | 9—10 июля      | Во время непродолжительной поездки в Великобританию Байден встретился с премьер-министром Риши Сунаком на Даунинг-стрит, 10. По словам советника президента Джейка Салливана, лидеры двух стран обсудили «прогресс войны в Украине, ряд других вопросов, от Китая до климата». Встреча Байдена и Сунака состоялась на фоне принятия решения США поставить Украине кассетные боеприпасы, конвенцию по запрете которых подписал ряд ключевых союзников Вашингтона, включая Великобританию. Позже Байден встретился с королём Карлом III в Виндзорском замке, где они обсудили проблемы изменения климата. |             |
| 14 | Литва          | Вильнюс                                    | 10—12 июля     | |             |
| 14 | Финляндия      | Хельсинки                                  | 12—13 июля     | |             |
| 15 | Германия       | Рамштайн                                   | 8 сентября     | |             |
| 15 | Индия          | Нью-Дели                                   | 8—10 сентября  | |             |
| 15 | Вьетнам        | Ханой                                      | 10—11 сентября | |             |
| 16 | Израиль        | Тель-Авив                                  | 18 октября     | |             |